# Sigurd Orm-i-Øje
Sigurd "Orm-i-Øje" eller Sigurd "Snogøje" var ifølge traditionen søn af Kraka og den legendariske vikingehøvding Regnar Lodbrog, og som en af Lodbrogsønnerne bror til Ivar Benløs, Halvdan, Helge, Bjørn Jernside, Ragnvald, Aaluf og Ubbe – omtalt i Roskildekrøniken og den islandske fornaldersaga Ragnarssona þáttr fra omkring år 1300 fundet i Hauksbók.

## Tilnavnet
Det forlyder i sagnet, at der på Regnars tid sad en kong Øystein i Uppsala. Hans datter Ingebjørg var meget køn. Øystein var en stor afgudsdyrker og havde en ko, Sibilja, der blev blotet til. Hun blev dermed så fuld af trolddom at kong Øystein sendte hende foran mændene, når de gik i kamp. Koens brølen forvirrede fjenderne, så de begyndte at slås indbyrdes og intet ænsede. Derfor turde ingen angribe Sverige. Øystein og Regnar var gode venner, og de to konger besøgte hinanden hver sommer. Den ene gang lod Øystein sin datter Ingebjørg skænke for sig og Regnar under gæstebuddet. Da Regnars mænd så pigens skønhed, syntes de, han burde bejle til hende og skille sig af med Kraka, som de holdt for at være en bondes datter. Før hjemrejsen fik Regnar løfte om Ingebjørg, selv om brylluppet lå langt ude i fremtiden. Han rejste så hjemad; men i skoven før de kom frem til borgen, forlangte han af sine mænd, at de holdt mund om hans planlagte ægteskab med kongedatteren. Vel hjemme i borgen fik han velkomstøl serveret; så kom Kraka til. Hun var gravid igen og satte sig på hans skød i højsædet og lagde armene om halsen på ham; men da hun spurgte om nyt, svarede Regnar, at der var intet at fortælle; og da de var gået i seng, og hun ville snakke, sagde han, at han var træt efter rejsen. 
Nu havde Kraka fået nok og sagde, at hun til gengæld havde nyheder til ham, "at en konge går hen og forlover sig, når han har en kone i forvejen." "Hvem har fortalt dig dette?" spurgte Regnar. "Lad dine mænd beholde liv og lemmer, for ingen af dem har sagt noget," svarede hun og mindede ham om de tre fugle, der havde siddet i træet og lyttet til ham ude i skoven. Kraka forstod fuglenes tale ligesom sin far, Sigurd Fafnersbane. Hun bad så sin mand om at afstå fra at gifte sig med en anden. "Jeg er datter af en konge og ikke af en bonde; min mors navn vil leve, så længe verden består." For første gang fortalte hun sin mand om sin baggrund, som Regnar undrede sig over. Men hun sagde: "Du ved, at jeg snart skal have et barn; det bliver en dreng, og han kommer til at have det mærke, ligesom en orm omkring hans øje. Men går det, som jeg siger, så beder jeg dig om ikke at gifte dig med kong Øysteins datter; og hvis dette tegn på berømmelse er i drengens ene øje, da vil jeg have ham opkaldt efter min far." Drengen blev født, og tjenestekvinderne bar ham ind i hallen og lagde ham i Regnars skød og bad ham om at give barnet navn. Regnar kvad en vise som svar og opkaldte drengen efter morfaren: "Han vil blive kaldt den ypperste af Odins æt; han, som ikke vil lade ørnen sulte, har en orm i øjet." Så trak han en guldring af hånden og gav drengen den i navnefæste. Ringen havnede på drengens ryg; det tolkede Ragnar til, at sønnen ikke ville kere sig om guld, men blive så gavmild, som det sømmer sig for en fyrste. Han tog ikke tilbage til Uppsala, men forblev gift med Kraka; og hendes sande æt blev nu kendt for alverden.

## På hærfærd i Sverige
At Regnar Lodbrog vragede Ingebjørg, blev af kong Øystein opfattet som en stor vanære. Da Regnars sønner af første ægteskab, Eirik og Agnar, blev klar over det, sejlede de mod Sverige for at hærge landet. Øystein samlede til gengæld en stor hær med troldkoen Sibilja i spidsen, og overfor denne overmagt kunne de to Lodbrogsønner ikke klare sig.  Agnar faldt; Eirik blev taget til fange, og kong Øystein tilbød ham nåde, hvis han ville gifte sig med Ingebjørg. Men Eirik svarede, at han ikke ville købe en mø for gyldne ringe. Derimod ønskede han, at hans mænd måtte drage hjem i fred, blot de kastede spydene mod ham, til han døde af det. Det gik kong Øystein med til; men først tog Eirik en ring af sin arm, gav den til sine mænd, og bad dem om at bringe den til hans stedmor Kraka og hilse hende. Derefter mødte han sin død med værdighed. Hans mænd drog til borgen; men Regnar var til kongestævne og hans yngre sønner på hærfærd. Mændene ventede i tre dage, før de gik til Kraka. Hun sad i højsædet med udslået hår, som hun skulle til at rede. De fortalte da at Tora Borgarhjorts sønner med Regnar var døde, og at ørnene kredsede om deres lig. Hun brast i gråd; ingen så hende græde hverken før eller siden. Da hendes egne sønner, Ivar Benløs og hans brødre, kom hjem, gik hun for at møde dem sammen med sin yngste, Sigurd, på tre år. De hjemkomne fortalte, at hendes næstyngste, Ragnvald, var død, og hvordan han havde mistet sit liv i kamp i England. Aslaug tog budskabet med ro; han var død med hæder og kommet til Odin. I stedet meldte hun sine stedsønners død, og bad sine egne sønner om at hævne det. Ivar Benløs sagde imidlertid nej til et hævntogt; kong Øysteins trolddom var viden kendt. Da sagde den treårige Sigurd Orm-i-Øje: "Nu skal jeg sige, hvad jeg har i sinde, mor. Men jeg kan ikke råde for de andres svar. Inden tre nætter skal en leding blive rustet. Så er det snart forbi med kong Øystein i Uppsala." Da Bjørn Jernside og Hvidsærk hørte det, ville de også være med. Til sidst fik de også Ivar Benløs med. Sigurd Orm-i-Øjes fosterfar hjalp ham med skibe og folk, og i løbet af tre dage havde han fem fuldt udrustede skibe. Hans mor og brødre stillede også med skibe. I Sverige mødte de kong Øystein i kamp; Ivar Benløs dræbte koen Sibilja. Sådan hævnede de yngre Lodbrogsønner halvbrødrene.

## Tidsfæstelse
Ifølge den Angelsaksiske Krønike var det i år 867, den store vikingehær drog fra East Anglia over Humbers munding til York. Kong Osbert var blevet fordrevet, og Ælla valgt til konge uden fødselsret. De gik dog sammen i kamp mod invasionshæren. I York kom det til et slag, hvor der blev anrettet et stort blodbad på northumbrerne, dels inden for, dels uden for bymuren; begge konger faldt, mens resten sluttede fred med indtrængerne.
Kong Ælla 2. af Northumbria blev altså dræbt i slaget ved York 21. marts 867. I norrøn overlevering blev han dræbt af Lodbrogsønnerne som hævn for, at han havde kastet deres far i ormegården. Ivar Benløs skal ifølge Ragnarssona þáttr have fanget kongen og "ristet ham en blodørn", dvs. lod den dræbte mand blive liggende som føde for de ådselfugle, man mente, ørnen hørte til.

## Stamtavler, der smykker sig med Sigurd
Ifølge sagnet var Sigurd opkaldt efter sin morfar, Sigurd Fafnersbane; hans mormor var skjoldmøen Brynhild Budlesdatter. Skønt det placerer ham i en sagnverden, påpeger Finnur Jónsson, at Ragnar Lodbrog og hans sønner flere gange fremstilles som historiske skikkelser i den hensigt at vise, at både den danske og den norske kongeslægt nedstammer fra Regnar Lodbrog. Således beretter Ragnarssona þáttr, at Sigurd Orm-i-Øje giftede sig med kong Ællas datter Blæja. De fik sønnen Hardeknud, der fulgte sin far som konge af Sjælland, Skåne og Halland, mens områderne omkring Oslofjorden frigjorde sig. Gorm fremstilles videre som Hardeknuds søn.
Olav Tryggvasons saga henviser til den samme nedstamning, når Harald Blåtand konfronteres med sin brorsøn Guldharalds krav om det halve Danmark som sin arvepart. Ifølge Snorre remser Blåtand sine forfædre op, da han svarer, at ingen mand havde krævet det af kong Gorm, hans far, at han skulle blive halv-konge i Danmark; ejheller af hans far igen, Hardeknud, eller af Hardeknuds far, Sigurd Orm-i-øje, eller af dennes far, Regnar Lodbrog.
Da blæja var en norrøn betegnelse på fint klæde, benyttet til sengetæpper eller brudekjoler - koma undir eina blæju betød "at blive gift" - var Blæja næppe det virkelige navn på Sigurds kone, men en omskrivning benyttet om hende. Hun og Sigurd Orm-i-Øje skal videre have fået datteren Aslaug, som blev gift med Helge hin Hvasse. Aslaugs og Helges søn Sigurd Hjort ("Sigurd Hjort hed en konge på Ringerike var større og stærkere end nogen anden; han var også den smukkeste mand. Hans far var Helge hin Hvasse, men hans mor var Aslaug, datter af Sigurd Orm-i-Øje, søn af Ragnar Lodbrog.")  giftede sig med Ingeborg Haraldsdatter, datter af Harald Klak, dansk medkonge. Ingeborg og Sigurd Hjort fik børnene Guttorm Sigurdsson og Ragnhild Sigurdsdatter - og Ragnhild blev mor til Harald Hårfager, som ifølge Snorre var tipoldebarn af Sigurd Orm-i-Øje. 
Men i virkelighedens verden ville Sigurd og Hårfager have været samtidige. Drabet på svigerfaren kong Ælla, som Sigurd Orm-i-Øje skal have deltaget i, fandt sted i 867. Det er da også kun i yngre nordiske kilder, Lodbrogsønnerne forbindes med sagnkongen Ragnar, og muligvis har Lodbrog været navnet på deres mor, ikke deres far.

## I populærkulturen
Pianisten David Lindström fra Borås spiller Sigurd i tv-serien Vikings.